# Силаноли

Структура триметилсиланолу.

Силаноли (англ. silanols) —
1. У строгому розумінні — гідроксипохідні силанів: SinH2n+1ОН.
2. Назва, яка часто застосовується до Si-гідрокарбільних похідних R3SiOH силанолу H3SiOH.

Силаноли часто зустрічаються як проміжні сполуки в мінералогії та як силіційорганічні сполуки.